# Shizuo Miyama
Shizuo Miyama (深山 静夫, Miyama Shizuo) was een Japans voetballer die als verdediger speelde.

## Clubcarrière
Miyama speelde voor Rijo Shukyu-Dan. Miyama veroverde er in 1924 en 1925 de Beker van de keizer.

## Japans voetbalelftal
Shizuo Miyama maakte op 23 mei 1923 zijn debuut in het Japans voetbalelftal tijdens een Spelen van het Verre Oosten tegen Filipijnen. Shizuo Miyama debuteerde in 1923 in het Japans nationaal elftal en speelde 2 interlands.

## Statistieken
| Japans voetbalelftal | Japans voetbalelftal | Japans voetbalelftal |
| Jaar                 | Duels                | Goals                |
| -------------------- | -------------------- | -------------------- |
| 1923                 | 2                    | 0                    |
| Totaal               | 2                    | 0                    |